# ムーラン (テレビドラマ)
『ムーラン』（むーらん、原題：巾幗大將軍）は、2013年の中国のテレビドラマ。全40話。

## 概要
中国文学の中で脈々と受け継がれている男装した女将軍・花木蘭の活躍を、時代と名前を変えた新解釈で描く中国の歴史ドラマ。
ドラマに登場する揉冉（じゅうぜん）は、歴史上の柔然とは異なる架空の異民族。

## あらすじ
西暦581年、北周の幼帝・宇文闡（うぶん・せん）は皇位を外戚・楊堅に禅譲し、隋が始まる。

## スタッフ
- 監督：田有良
- 脚本：李順慈

## 主題歌
- 不綉牡丹綉江山（オープニング）[3]

歌詞：甄妮、作曲：撈仔、歌：張赫宣
- 愛如水中月（エンディング）[4]

歌詞：甄妮、作曲：撈仔、歌：姚貝娜

## 登場人物・出演者
- 華若蘭／花生：エレイン・コン
負傷した父に代わって戦地に赴き、花生（中国語でピーナッツ）と名乗る。後に、巾幗（きんかく）大将軍となる。
- 楊俊：陳思誠
楊堅の三男。
- 趙宇：袁弘
華若蘭の許婚。
- 華玉荷：劉梓妍（中国語版）
華若蘭の妹。京城に住む公主に仕える。
- 潘晴：呉佩柔（中国語版）
元は北周の大臣の娘だったが、王朝が変わり大司馬府の妾にされかけたところを華若蘭に助けられた。
- 楊堅：白凡
隋の初代皇帝。
- 独孤皇后：潘虹（中国語版）
楊堅の正室。
- 楊麗華：胡影怡
楊堅の長女。
- 楊勇：杜嵐偉
楊堅の長男。
- 楊広：馬浴柯（中国語版）
楊堅の次男。
- 宇文闡：許爍
北周最後の皇帝。
- 宇文述：施京明（中国語版）
隋の将軍。褒国公。
- 宇文全：黄實
宇文述の弟。相州の長官。
- 華武：陳友旺
華若蘭の父。禹州に住む軍人。
- 華武の妻：楊昆（中国語版）
華若蘭の母。
- 趙宇の母：廖琪瑛（中国語版）
禹州の趙家の主。
- 漠北三傑の次兄：計春華（中国語版）
揉冉に襲われたところを華若蘭に助けられ、華若蘭の武術の師匠になる。
- 大刀：劉冰峰
華武の義弟。